# Tramutola
Tramutola ist eine süditalienische Gemeinde (comune) mit 2876 Einwohnern (Stand 31. Dezember 2023) in der Provinz Potenza in der Basilikata. Die Gemeinde liegt etwa 35,5 Kilometer südlich von Potenza und grenzt unmittelbar an die Provinz Salerno. Tramutola ist Teil der Comunità Montana Alto Agri.

## Verkehr
Östlich der Gemeinde kreuzen die Strada Statale 276 dell'Agro Alti und die Strada Statale 598 di Fondo Valle d'Agri.

## Persönlichkeiten
- Vincenzo Ferroni (1858–1934), Komponist und Musikpädagoge
- Anselmo Filippo Pecci (1868–1950), römisch-katholischer Ordensgeistlicher und Erzbischof von Acerenza-Matera